# Anneila I. Sargent

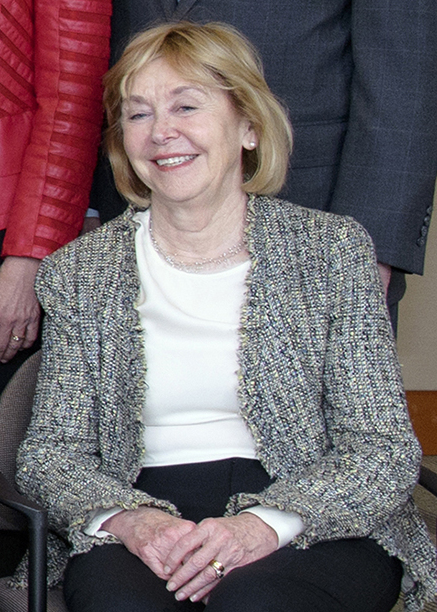
Anneila Sargent 2017

Anneila Isabel Sargent (* 1942 als Anneila Isabel Cassells in Kirkcaldy, Schottland) ist eine britisch-amerikanische Astronomin am California Institute of Technology (Caltech). Sie befasst sich vor allem mit der Entstehung von Sternen und Planeten, insbesondere mit protoplanetaren Scheiben.

## Leben und Wirken
Sargent erwarb 1963 an der University of Edinburgh einen Bachelor und am Caltech 1967 einen Master und 1977 bei Peter Martin Goldreich mit der Arbeit Molecular clouds and star formation einen Ph.D. in Astronomie.
Anneila Sargent verbrachte ihre akademische Karriere am Caltech, wo sie ab 1977 arbeitete, zunächst als wissenschaftliche Mitarbeiterin, dann als Forschungsgruppenleiterin, bevor sie 1998 eine erste Professur erhielt. Von 2004 bis 2013 hatte sie eine nach dem Philanthropen Benjamin M. Rosen benannte Professur inne, von 2014 bis zu ihrer Emeritierung 2018 eine nach dem Astronom Ira S. Bowen benannte Professur. Von 1992 bis 2007 war sie Teil des Direktoriums des Owens Valley Radio Observatory, von 2007 bis 2015 Vizepräsidentin für studentische Angelegenheiten des Caltech.
Sargent war von 2011 bis 2022 Mitglied des National Science Board, dem Leitungsgremium der National Science Foundation der Vereinigten Staaten. Laut Datenbank Scopus hat sie einen h-Index von 63 (Stand Mai 2024).
Anneila Sargent war seit 1964 mit dem Astronom Wallace Sargent (1935–2012) verheiratet. Das Paar hat zwei Töchter. Nach Anneila Sargent ist der Asteroid (18244) Anneila benannt.

## Auszeichnungen (Auswahl)
- 2000–2002 Präsidentin der American Astronomical Society[5]
- 2006 Mitglied der American Academy of Arts and Sciences[6][7]
- 2008 Ehrendoktorat der University of Edinburgh
- 2017 Mitglied der Royal Society of Edinburgh[8]
- 2019 Karl G. Jansky Lecture von Associated Universities, Inc. und National Radio Astronomy Observatory (Expanding Horizons with Millimeter/Submillimeter Astronomy)[9][10]
- 2021 Mitglied der National Academy of Sciences[11]